# Tjuvtjärnen (Västervåla socken, Västmanland)
Tjuvtjärnen är en sjö i Fagersta kommun i Västmanland och ingår i Norrströms huvudavrinningsområde.